# Oas, Albay
Oas là đô thị hạng 2 ở tỉnh Albay, Philippines. Theo điều tra dân số năm 2015, đô thị này có dân số 67.960 người trong.
Kinh tế của đô thị này chủ yếu là nông nghiệp. Các sản phẩm chính gồm gạo, khoai lang, dừa và các loại rau quản.

## Các khu phố (barangay)
Oas được chia thành 53 khu phố (barangay).
| - Badbad - Badian - Bagsa - Bagumbayan (New Town) - Balogo - Banao - Bangiawon - Bongoran (Banana Island) - Bogtong - Busac | - Cadawag - Cagmanaba - Calaguimit - Calpi - Calzada (Road Island) - Camagong - Casinagan - Centro Poblacion - Coliat - Del Rosario | - Gumabao - Ilaor Norte (Black Region) - Ilaor Sur (Luyung Kali) - Iraya Norte (Balaw Team/Sapang Palay) - Iraya Sur - Manga - Maporong - Maramba - Moroponros - Matambo | - Mayag - Mayao - Nagas - San Pascual (Nale) - Obaliw-Rinas - Petoria - Pistola - Ramay - Rizal (Rabak) - Saban (Sabang) | - San Agustin - San Antonio - San Isidro - San Jose - San Juan - San Miguel - San Ramon - San Vicente (Suca) - Talisay - Talongog | - Tapel - Tobgon - Tobog - Tablon |